# Gerjolj
Gerjolj je priimek v Sloveniji, ki ga je po podatkih Statističnega urada Republike Slovenije na dan 1. januarja 2010 uporabljalo 37 oseb.

## Znani nosilci priimka
- Stanko Gerjolj (*1955), slovenski teolog, psiholog in pedagog